# Indila
Adila Sedraïa, (Paris, 26 de junho de 1984) mais conhecida por seu nome artístico Indila, é uma cantora e compositora francesa. Após inúmeras colaborações, teve grande sucesso em 2014 com seu álbum de estréia, Mini World. 

## Biografia
Indila entrou no mundo do espectáculo graças as suas várias colaborações com artistas reconhecidos do género rap, entre eles: Soprano, TLF, Rohff, Nessbeal, L'Algérino, DJ Abdel, Patrick Bruel e Youssoupha. Estreou seu primeiro single «Dernière danse» a 13 de novembro de 2013 como artista solo, o single foi incluído no seu álbum Mini World, lançado a 24 de fevereiro de 2014, sob o selo da editora Capitol Music France. Este single tornou-se rapidamente um sucesso, alcançando o segundo lugar nas listas musicais francesas.
Indila é descrita como «uma talentosa cantora», suas influências são Michael Jackson, Ismaël Lò, Concha Buika, Warda Al-Jazairia, Jacques Brel e Lata Mangeshkar. Indila por vezes canta em francês e, por vezes, em inglês.
Seu primeiro álbum Mini World foi certificado com tripla platina em França e com ouro na Bélgica, tendo mais de duzentos e sessenta mil cópias vendidas em julho de 2014. A edição do mesmo álbum "Mini World (Deluxe)" tornou-se disco de platina na Polónia. Em outubro de 2014 foi anunciado uma nova edição de seu álbum Mini World (Deluxe), lançado a 17 de novembro de 2014, no qual contém duas canções extras («Ainsi bas la vida» e «Feuille d’automne»), com versões de «Tourner dans le vide», «Love Story» (versão orquestral) e «S.O.S» (versão acústica), tendo um total de quinze canções.
Seu teledisco «Dernière danse» em menos de um ano conquistou o certificado Vevo, conseguindo superar os cem milhões de visualizações em agosto de 2014, sendo a única artista francesa a obter o certificado Vevo em 2014, o mesmo vídeo levou-a experimentar êxitos internacionais dentro e fora da Europa.
Indila ganhou o prémio de melhor artista francesa no MTV Europe Music Awards, em 2014.

## Discografia

### Álbuns de estúdio
| Título     | Detalhes do álbum                                                                                                | Desempenhos nas paradas | Desempenhos nas paradas | Desempenhos nas paradas | Desempenhos nas paradas | Desempenhos nas paradas | Desempenhos nas paradas | Desempenhos nas paradas | Certificações e vendas                                           |
| Título     | Detalhes do álbum                                                                                                | ALE                     | BEL (Flandres)          | BEL (Valónia)           | FRA                     | GRÉ                     | POL                     | SUÍ                     | Certificações e vendas                                           |
| ---------- | --- | ----------------------- | ----------------------- | ----------------------- | ----------------------- | ----------------------- | ----------------------- | ----------------------- | ---------------------------------------------------------------- |
| Mini World | - Lançado: 24 de fevereiro de 2014 - Editora: Capitol Music France, Universal - Formato(s): CD, descarga digital | 32                      | 16                      | 1                       | 1                       | 9                       | 1                       | 11                      | - França: Diamante - Polónia: Diamante - Bélgica: Ouro - 650 000 |

### Singles
| Título                                                                                        | Ano  | Desempenhos nas paradas | Desempenhos nas paradas | Desempenhos nas paradas | Desempenhos nas paradas | Desempenhos nas paradas | Desempenhos nas paradas | Desempenhos nas paradas | Desempenhos nas paradas | Desempenhos nas paradas | Desempenhos nas paradas |     | Álbum                       |
| Título                                                                                        | Ano  | ALE                     | ÁUS                     | BEL (Fl)                | BEL (Va)                | FRA                     | GRÉ                     | ISR                     | POL                     | SUÍ                     | ROM                     | BUL | Álbum                       |
| --------------------------------------------------------------------------------------------- | ---- | ----------------------- | ----------------------- | ----------------------- | ----------------------- | ----------------------- | ----------------------- | ----------------------- | ----------------------- | ----------------------- | ----------------------- | --- | --------------------------- |
| Dernière danse                                                                                | 2013 | 47                      | 72                      | 5                       | 2                       | 2                       | 1                       | 1                       | 3                       | 15                      | 1                       | 2   | Mini World (Edição de luxo) |
| Tourner dans le vide                                                                          | 2014 | —                       | —                       | 42                      | 11                      | 13                      | 10                      | —                       | —                       | —                       | —                       | 38  | Mini World (Edição de luxo) |
| S.O.S                                                                                         | 2014 | —                       | —                       | 49                      | 5                       | 8                       | 10                      | —                       | 6                       | 60                      | 1                       | 2   | Mini World (Edição de luxo) |
| Run Run                                                                                       | 2014 | —                       | —                       | —                       | —                       | 59                      | —                       | —                       | —                       | —                       | —                       | —   | Mini World (Edição de luxo) |
| Love Story                                                                                    | 2014 | —                       | —                       | —                       | 49                      | 57                      | —                       | —                       | —                       | —                       | —                       | —   | Mini World (Edição de luxo) |
| « — » denota um lançamento que não entrou na parada musical, ou não foi lançado naquele país. |      |                         |                         |                         |                         |                         |                         |                         |                         |                         |                         |     |                             |

### Outrascanções nas paradas
| Single              | Ano  | Desempenhos nas paradas | Álbum |                 |    |
| Single              | Ano  | FRA                     | Álbum |                 |    |
| ------------------- | ---- | ----------------------- | ----- | --------------- | -- |
| Comme un bateau     | 2014 | 153                     |       |                 |    |
| Ego                 | 2014 | 149                     |       |                 |    |
| Boîte en argent     | 2014 | 121                     |       |                 |    |
| Tu ne m'entends pas | 2014 | 116                     |       |                 |    |
| Mini world          | 2014 | 136                     |       |                 |    |
| Feuille d'automne   | 2014 | 80                      |       |                 |    |
| Ainsi bas la vida   | 2014 | 103                     | 2020  | Parle a tá tetê | 98 |

### Como artista participante
| Título                                                   | Ano  | Desempenhos nas paradas | Desempenhos nas paradas | Desempenhos nas paradas | Álbum       |
| Título                                                   | Ano  | FRA                     | BEL (Va)                | SUÍ                     | Álbum       |
| -------------------------------------------------------- | ---- | ----------------------- | ----------------------- | ----------------------- | ----------- |
| "Criminel" (Com participação de TLF)                     | 2010 | —                       | —                       | —                       | Renaissance |
| "Poussière d'empire" (Com participação de Nessbeal)      | 2010 | —                       | —                       | —                       | NE2S        |
| "Hiro" (Com participação de Soprano)                     | 2010 | 26                      | 27                      | —                       | La colombe  |
| "Thug Mariage" (Com participação de Rohff)               | 2011 | —                       | —                       | —                       | La cuenta   |
| "Dreamin'" (Com participação de Youssoupha e Skalpovich) | 2012 | 14                      | 8* (Ultratip)           | 65                      | Noir désir  |

*Não apareceu no Belgian Ultratop 50, mas foi classificado como borbulha no Ultratip.

#### Outras colaborações
- 2010: Trinité (L'Algerino com participação de Indila)
- 2010: Poussière d'empire (Nessbeal com participação de Indila)
- 2010: Criminel (TLF com participação de Indila)
- 2010: Thug Mariage (Rohff com participação de Indila)
- 2011: Press Pause (OGB com participação de Indila)
- 2011: Bye Bye Sonyé (DJ Abdel com participação de Indila)
- 2012: Yema (Kayna Samet com participação de Indila)
- 2015: Garde L'équilibre (H-magnum com participação de Indila)
- 2021: Carrousel (Amir com participação de Indila)
- 2022: Roi 2 cœur (Zaho com participação de Indila)

## Prémios e nomeações
| Ano  | Cerimónia                | Categoria                | Destinatários e nomeados                          | Resultado |
| ---- | ------------------------ | ------------------------ | ------------------------------------------------- | --------- |
| 2014 | MTV Europe Music Awards  | Melhor Artista Francês   | Indila                                            | Venceu    |
| 2014 | MTV Europe Music Awards  | Melhor Artista Europeu   | Indila                                            | Indicado  |
| 2014 | NRJ Music Awards         | Canção Francófona do Ano | Dernière danse                                    | Indicado  |
| 2014 | Trace Urban Music Awards | Artista do Ano           | Indila                                            | Venceu    |
| 2015 | Victoires de la musique  | Álbum Revelação do Ano   | Mini World                                        | Venceu    |
| 2015 | Victoires de la musique  | Teledisco                | Dernière Danse (Realização: Sylvain Bressollette) | Indicado  |